# Флорес (остров)
Фло́рес (индон. Flores, от порт. цветы) — индонезийский остров из группы Малых Зондских островов. Его площадь составляет 13 540 км² и в 8 округах этого острова живёт примерно 1,8 миллиона человек (2010). Флорес относится к провинции Восточная Нуса-Тенгара. Крупнейший город — Маумере.

## География
Флорес имеет продолговатую форму и простирается с запада на восток. Длина Флореса составляет около 425 км. В самой широкой точке расстояние между северным и южным побережьем составляет 70 км. Высшая точка — вулкан Поко-Мандасаву (2370 м).
Западным крупным соседом Флореса является остров Сумбава, ближе расположены меньшие по размеру острова Комодо и Ринка. К югу расположен остров Сумба. На востоке находится остров Тимор. К северу от острова расположено море Флорес.
Крупные города: Маумере, Энде, Баджава, Рутенг, Лабуан-Баджо.

## Природа
На побережье Флорес состоит из низменного ландшафта с негустым тропическим лесом, чередующимся с саванной. В глубине острова расположено горное плато с отчасти ещё активными вулканами. Самый знаменитый вулкан Флореса — это вулкан Келимуту, чья высота составляет 1639 м. Его три кратерных озера время от времени меняют цвет и ещё не до конца выяснено, что именно ведёт к этой перемене.

### Фауна
Западное побережье острова является одним из немногих мест, кроме острова Комодо, в которых встречается комодский варан. Среди эндемиков острова — Флоресская совка, муравей Recurvidris williami, жуки-долгоносики Trigonopterus florensis, Trigonopterus cuprescens и другие.

## История

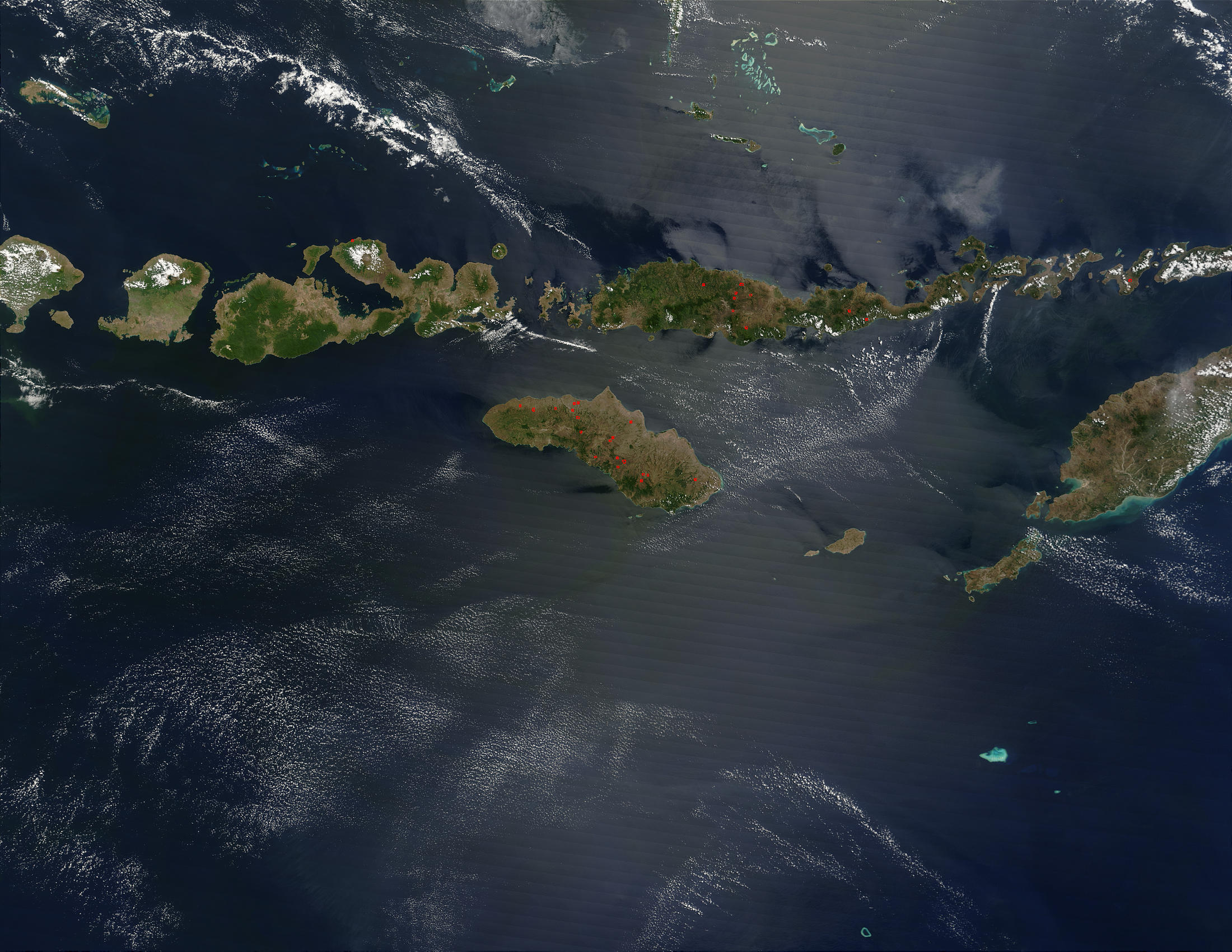
Снимок из космоса

Как и многие другие Зондские острова, Флорес был населён человеком прямоходящим (Homo erectus).
В центре Флореса долине реки Соа древнейшие на острове орудия возрастом 1,01—1,026 миллионов лет назад найдены в Воло Сеге.
906 тысяч лет орудиям из Танги Тало, 880 тысяч лет — орудиям из Боа Леза и Мата Менге.
В 2014 году в местности Мата Менге учёные нашли окаменелые останки карликовых гоминид иногда называемых хоббитами (фрагмент челюсти, кусок черепа, шесть зубов), живших в среднем плейстоцене 700 тыс. лет назад.
В 2004 году антропологи наткнулись на Флоресе на сенсационную находку — скелет неизвестного ранее карликового вида из рода людей (Homo), датируемый возрастом 60—100 тысяч лет — Homo floresiensis (человек флоресский). В 2015—2016 годах несколько исследований вновь указали на уникальность этого миниатюрного вида человека.
В слое пещеры Лианг Буа, датируемом возрастом 46 тыс. лет обнаружены зубы Homo sapiens, а в слоях датируемых возрастом от 41 до 24 тысяч лет, обнаружен древесный уголь, пепел, обожжённые кости — следы жизнедеятельности Homo sapiens.

### Средние века и новое время
В XIII веке Флорес входил в состав государства Маджапахит, потом принадлежал княжеству Макассар. В 1544 его восточный край впервые заметил португальский торговый корабль, капитан которого назвал его «Кабо дес Флорес», то есть мысом цветов. По другой версии, уже в 1511 Франсишку Родригиш, штурман экспедиции Антониу Абреу, нанес на карту ряд островов, вытянувшихся цепочкой к востоку от Явы, в том числе Флорес. В 1570 на острове поселились первые европейские мореплаватели, назвав весь остров Флорес, хотя на нём не растёт больше цветов, чем в других частях Индонезии. Португальцы, в том числе и доминиканские монахи, обратили в католичество местное население, включая правящую семью местного княжества Ларантука. До настоящего времени Флорес — единственный практически полностью католический остров в преимущественно исламской Индонезии, хотя для большей интеграции сюда были направлены мусульманские переселенцы с запада страны (Трансмиграционная программа в Индонезии).
В начале XVI века остров входил в состав португальской Индонезии. Португальцы контролировали остров до середины XIX века, когда голландский флот окончательно блокировал доступы португальцев к Флоресу, хотя внутренние, горные районы острова едва ли ощущали на себе европейское присутствие. Фактически с 1851, а юридически (Лиссабонское соглашение 1859) с 1859 и до объявления независимости Индонезии в 1945 года Флорес управлялся Нидерландами. Несмотря на то что Флорес всё-таки стал частью Нидерландской Ост-Индии, его католическое население (в большинстве своём автохтонного австронезийского происхождения) продолжало вести активную борьбу против голландских колонизаторов, сохраняя приверженность португальским традициям. Значительное количество португальских слов вошло в речь местных аборигенов. Голландцы вели ожесточённую борьбу с португальским языком, культурой и католичеством, однако кальвинизм был отвергнут местным населением. В 1904 году колониальные власти фактически аннексировали княжество Ларантука, а последнего раджу Лоренцо II, воспитанника иезуитов, сослали на о. Ява. В 1911—1912 годах на Флоресе вспыхивали антиголландские восстания. Во время Второй мировой войны с 1942 по 1945 год остров был под японской оккупацией.

## Административное деление
Остров Флорес включает 8 округов:
1. Округ Манггараи — 292 037 чел.
2. Округ Западное Манггараи — 221 430 чел.
3. Округ Восточный Манггараи — 252 754 чел.
4. Округ Восточный Флорес — 232 312 чел.
5. Округ Нагекео — 129 956 чел.
6. Округ Нгада — 142 254 чел.
7. Округ Сикка — 300 301 чел.
8. Округ Энде — 260 428 чел.

## Население
Остров населяют несколько племён, с запада на восток нгада, наге, кео, энде, лио и палуе, манггараи.

### Религии
На острове действует архиепархия Энде в Энде и три епархии в городах Рутенг, Маумере, Ларантука.

## Экономика
Кроме риса на Флоресе выращивают кукурузу, кофе и сахарный тростник.